# Pinnatella fuciformis
Pinnatella fuciformis là một loài Rêu trong họ Neckeraceae. Loài này được (Brid.) Touw miêu tả khoa học đầu tiên năm 1976.